# Tocobaga
Tocobaga (también llamado Tocopaca) era el nombre de un cacicazgo, de su cacique y su ciudad principal durante el siglo XVI en el área de la Bahía de Tampa. Los tocobaga vivían en el área de la cultura Safety-Harbor. La ciudad, que estaba situada en lo que hoy es el borde norte de la Bahía Vieja de Tampa (Old Tampa Bay, en inglés), fue el sitio Safety-Harbor. El nombre de tocobaga se usa también para referirse a los nativos que vivían alrededor de la bahía de Tampa durante el primer periodo colonial español (1513-1763).

## En elsigloXVI

En el tiempo del primer contacto.

El área de la Bahía de Tampa fue visitada por exploradores españoles durante el periodo de la Florida española. En 1528 Pánfilo de Narváez probablemente desembarcó en la bahía de Tampa y pasó a través del territorio de los Tocobaga en su viaje hacia el norte.En 1539 la expedición de Hernando de Soto también desembarco en la bahía de Tampa y ocupó el pueblo de Uzita. El Inca Garcilaso de la Vega, en su historia sobre la expedición de Soto, relata que Narváez había ordenado que la nariz del cacique de Uzita fuera cortada. Otra ciudad que encontró la expedición de Soto fue Mocoso, cuyos indígenas hablaban una lengua diferente, probablemente timucua.
La expedición de misioneros del padre Luis de Cáncer visitó a los nativos de la bahía de Tampa en 1549 en un intento de convertir pacíficamente a los locales y reparar el daño causado años antes por los conquistadores. Encontraron indígenas pacíficos y receptivos quienes le hablaron de muchos otros pueblos de los alrededores, así que decidieron ir a buscar estos pueblos, pero en uno de ellos Cáncer y sus compañeros fueron asesinados. Hernando de Escalante Fontaneda, un superviviente de un naufragio, vivió con los indios del sur de Florida de 1549 a1566 y describe a los tocobagas, apalaches y mocgosos como reinos diferentes de los calusa. Uzita y Mocoso, en el tiempo de la visita de Hernando de Soto, estaban gobernadas por el cacique Urriparacoxi.
El nombre "tocobaga" aparece por primera vez en documentos españoles en 1567 cuando Pedro Menéndez de Avilés visitó el sitio Safety-Harbor. Menéndez contactó con los calusas, se hizo amigo del rey de la tribu Carlos, y se casó con la hermana de este. Los tocobagas estaban en guerra con los calusas, y después de varios enfrentamientos todos los españoles resultaron muertos.